# Charoides picticornis
Charoides picticornis là một loài bọ cánh cứng trong họ Cerambycidae.